# Jリーグ アジアチャレンジ
Jリーグ アジアチャレンジ（J.League Asia Challenge）は、日本プロサッカーリーグ（Jリーグ）主催の国際プレシーズンマッチ。

## 概要
Jリーグのアジア戦略の一環として開催されるプレシーズンマッチであり、2017シーズンから3年間に渡り、Jリーグと提携しているリーグの国で開催される。
全試合がパフォーム・グループの動画配信サービス「DAZN」で生配信される。
2019年で一旦終了したが、2022年に再び実施されている。

## 2017年大会
「日・タイ修好130周年 2017Jリーグ アジアチャレンジinタイ インターリーグカップ」の名称で、タイリーグ社との共催によりタイ王国・ラジャマンガラ・スタジアムで開催される。日本とタイとの修好130年記念として開催される。

### レギュレーション（2017年）
Jリーグクラブとタイリーグクラブ2チームずつが参加し、同一リーグのチーム同士が対戦しない「リーグ対抗戦形式」により行われる。90分で決着がつかない場合は引き分けとし、参加チームの勝ち点合計の多いリーグを勝者とする。勝ち点が同じ場合は「得失点差」「総得点」を比較し、それでも優劣がつかない場合は両リーグ引き分けとする。
各チームの試合エントリーは20名以内、試合中の交代人数は8名までとする。これは同じくJリーグが主催するプレシーズンマッチ「JリーグDAZNニューイヤーカップ」と同じである。

### 参加クラブ（2017年）
- 鹿島アントラーズ（2016明治安田生命J1リーグ 優勝）
- 横浜F・マリノス（2016明治安田生命J1リーグ 10位）
- バンコク・ユナイテッドFC（2016タイ・プレミアリーグ 2位）
- スパンブリーFC（2016タイ・プレミアリーグ 10位）

### 日程・結果（2017年）
| 2017年1月24日 | スパンブリーFC        | 2 - 4    | 鹿島アントラーズ                                           | ラジャマンガラ・スタジアム       |  |
| 18:02 (JST)   | デラトーレ 12分, 39分 | 試合記録 | 鈴木優磨 26分, 62分 · ペドロ・ジュニオール 59分 (PK), 69分 | 観客数: 2,351人 主審: Gu Chunhan |  |

| 2017年1月24日 | バンコク・ユナイテッドFC                                    | 2 - 3    | 横浜F・マリノス                               | ラジャマンガラ・スタジアム |  |
| 21:00 (JST)   | スマンヤ・プリサイ 51分 · ティーラテープ・ウィノータイ 86分 | 試合記録 | 富樫敬真 20分 · 中島賢星 62分 · 仲川輝人 84分 | 主審: キム・ヒゴン         |  |

| 2017年1月26日 | バンコク・ユナイテッドFC                         | 4 - 3    | 鹿島アントラーズ                                         | ラジャマンガラ・スタジアム |  |
| 18:00 (JST)   | ボスコヴィッチ 10分 (PK), 26分, 37分 · 36分 (OG) | 試合記録 | 金崎夢生 42分 (PK) · レアンドロ 49分 · レオ・シルバ 90分 | 主審: キム・ヒゴン         |  |

| 2017年1月24日 | スパンブリーFC | 0 - 4    | 横浜F・マリノス                                       | ラジャマンガラ・スタジアム     |  |
| 21:00 (JST)   |                | 試合記録 | 遠藤渓太 47分, 52分 · 富樫敬真 89分 · 山田康太 90+3分 | 観客数: 800人 主審: Gu Chunhan |  |

| 順 | チーム       | 試 | 勝 | 分 | 敗 | 得 | 失 | 差 | 点 |
| -- | ------------ | -- | -- | -- | -- | -- | -- | -- | -- |
| 1  | Jリーグ      | 4  | 3  | 0  | 1  | 14 | 8  | +6 | 9  |
| 2  | タイ・リーグ | 4  | 1  | 0  | 3  | 8  | 14 | −6 | 3  |

最終更新は2017年1月26日の試合終了時
出典: 順位表
順位の決定基準: 1. 勝点; 2. 得失点差; 3. 得点数.

## 2018年大会
「日本インドネシア国交樹立60周年記念 2018Ｊリーグ アジアチャレンジ in インドネシア」として、インドネシアサッカー協会との共催、日本インドネシア国交樹立60周年記念事業運営委員会の特別協賛でインドネシア・ジャカルタのグロラ・ブン・カルノ・スタジアムで開催される。

### レギュレーション（2018年）
前回大会と異なり、日本・インドネシア両国から1チームずつが参加するワンゲームマッチで開催される。前後半各45分で、勝敗が決しない場合は延長戦を行わずPK戦（ABBA方式）で決着をつける。
試合エントリーは1チーム18名以内（外国籍選手は5名まで。ただし、試合への同時出場は3名までとし、アジアサッカー連盟（AFC）加盟国の選手1名を含む場合は4名までとする）で試合中の交代は7名まで可能。

### 参加クラブ（2018年）
- FC東京（2017明治安田生命J1リーグ 13位）
- バヤンカラFC（英語版）（2017リーガ1 優勝）

### 日程・結果（2018年）
| 2018年1月27日 16:03 (UTC+7) |

| バヤンカラFC                                      | 2 - 4    | FC東京                                               |
| ダ・シルバ 54分 (pen.) · マリヌス・ ワネワル 69分 | 試合記録 | 森重真人 3分 · 久保建英 74分, 90+9分 · 前田遼一 84分 |

| グロラ・ブン・カルノ・スタジアム 観客数: 35,010人 主審: STEVE SUPRESENCIA |

## 2019年大会
2018年12月16日、2019年大会が2017年大会と同じくタイリーグ社との共催により、タイ王国で開催されることが発表された。今回は2017年大会と異なり、日本・タイ両国から2チームずつが参加し、それぞれワンゲームマッチを行う方式で開催される。
日本からは2018年シーズンにタイ代表であるFWティーラシン・MFチャナティップがそれぞれ所属したサンフレッチェ広島・北海道コンサドーレ札幌が参加する。
試合エントリーは1チーム23名以内、試合中の選手の交代は12名以内で行われる。90分で決着が付かない場合は即時にPK戦を実施する。

### 参加クラブ（2019年）
- サンフレッチェ広島（2018明治安田生命J1リーグ 2位）
- 北海道コンサドーレ札幌（2018明治安田生命J1リーグ 4位）
- バンコク・ユナイテッドFC（2018タイリーグ1 2位）
- チョンブリーFC（2018タイリーグ1 9位）

### 日程・結果（2019年）
| 2019年1月26日 18:00 (UTC+7) |

| チョンブリーFC                                    | 2 - 1    | サンフレッチェ広島 |
| ルキアン 10分 · クルークリット・タウィーカム 60分 | 試合記録 | 東俊希 14分        |

| チョンブリー・スタジアム 観客数: 5,154人 主審: モンコルチャイ・ペシリ |

| 2019年1月27日 18:01 (UTC+7) |

| バンコク・ユナイテッドFC  | 1 - 5    | 北海道コンサドーレ札幌                                                                                |
| ネルソン・ボニージャ 24分 | 試合記録 | アンデルソン・ロペス 11分 · チャナティップ 15分 · ルーカス・フェルナンデス 38分 · 鈴木武蔵 48分, 85分 |

| SCGスタジアム 観客数: 6,955人 主審: シワコーン・プーウドム |

## 2022年大会
2022年8月29日、3年ぶりとなる2022年大会がタイリーグ社との共催により、タイ王国で開催されることが発表された。タイ王国での開催は2大会連続4回目。今回は2022 FIFAワールドカップの関係でリーグが早期に終了した後の大会として開催される。
本大会は日本国内ではDAZNでの配信 に加えて、Jリーグ公式YouTubeチャンネルでの無料配信が行われる。

### 参加クラブ（2022年）
- 川崎フロンターレ（2021明治安田生命J1リーグ 1位）
- 北海道コンサドーレ札幌（2021明治安田生命J1リーグ 10位）
- ブリーラム・ユナイテッドFC（2021-22タイリーグ1 1位）
- BGパトゥム・ユナイテッドFC（2021-22タイリーグ1 2位）

### 日程・結果（2022年）
| BGパトゥム・ユナイテッドFC | 1 - 3    | 川崎フロンターレ                                  |
| -------------------------- | -------- | ------------------------------------------------- |
| - コンハード 63分          | 試合記録 | - 知念慶 57分 - 橘田健人 65分 - マルシーニョ 57分 |

| ブリーラム・ユナイテッドFC                                                        | 5 - 2    | 北海道コンサドーレ札幌      |
| --------------------------------------------------------------------------------- | -------- | --------------------------- |
| - マシカ 7分 - 9分 (OG) - ブーチンダー 61分 - ドゥンブヤ 66分 - ジャイデッド 86分 | 試合記録 | - 小柏剛 14分 - 藤村怜 16分 |

| 北海道コンサドーレ札幌                            | 3 - 3    | 川崎フロンターレ                                  |
| ------------------------------------------------- | -------- | ------------------------------------------------- |
| - 中村桐耶 11分 - スパチョーク 29分 - 小柏剛 51分 | 試合記録 | - 橘田健人 31分 - 宮城天 36分 - マルシーニョ 64分 |

## 2023/24シーズン大会
明治安田生命保険の協賛、同社が出資するタイライフ・インシュランスの協力により「タイライフ Ｊリーグアジアチャレンジ2023/24 powered by 明治安田」として開催。3大会連続でタイリーグ社との共催により、タイ王国で開催される。

### 参加クラブ（2023/24年）
- 北海道コンサドーレ札幌（2022明治安田生命J1リーグ 10位）
- セレッソ大阪（2022明治安田生命J1リーグ 5位）
- ムアントン・ユナイテッドFC（2022-23タイリーグ1 4位）
- BGパトゥム・ユナイテッドFC（2022-23タイリーグ1 9位）

### 日程・結果（2023/24年）
| ムアントン・ユナイテッドFC | 1 - 1    | 北海道コンサドーレ札幌 |
| -------------------------- | -------- | ---------------------- |
| プレチェット 57分          | レポート | 浅野雄也 49分          |

| BGパトゥム・ユナイテッドFC                                | 3 - 2    | セレッソ大阪                    |
| --------------------------------------------------------- | -------- | ------------------------------- |
| - エンディアイェ 38分 - ダニーロ 74分 - チャウワット 80分 | レポート | - 進藤亮佑 35分 - 為田大貴 88分 |